# History for Sale
History for Sale è il terzo album in studio del gruppo musicale statunitense di rock alternativo Blue October, pubblicato nel 2003.

## Tracce
1. Ugly Side – 4:21
2. Clumsy Card House – 3:21
3. Razorblade – 3:18
4. Calling You – 3:59
5. Chameleon Boy – 5:48
6. Sexual Powertrip (One Big Lie) Bla Bla – 3:04
7. A Quiet Mind – 4:09
8. 3 Weeks, She Sleeps – 1:48
9. Inner Glow – 4:25
10. Somebody – 3:26
11. Come in Closer – 5:25
12. Amazing – 5:05

## Formazione
- Justin Furstenfeld - voce, chitarra
- Jeremy Furstenfeld - batteria
- Matt Noveskey - basso
- Dwayne Casey - basso
- Ryan Delahoussaye - violino, mandolino
- Zayra Alvarez - cori
- David Castell - flauto
- Blue Miller - chitarra, tastiere